# Andy Wauman
Andy Wauman (* 1975 in Wilrijk) ist ein bildender Künstler aus Belgien.

## Leben
Von 2006 bis 2007 studierte er am Frans Masereel Center in Kasterlee, Belgien. In den Jahren 2008 und 2009 wurde er durch einen zweijährigen Aufenthalt an der Rijksakademie in Amsterdam gefördert. Er lebt zurzeit in Amsterdam und Antwerpen.

## Einzelausstellungen (Auswahl)
- 2003: Don’t Sell The Middle Brow Short, Fifty One Gallery, Antwerpen
- 2005: There should be no law for anybody, Window Gallery – Walter Van Beirendonck, Antwerpen
- 2006: Wet Feet Bet, Deweer Gallery, Otegem, Belgien[1]
- 2007: Black Marks / The Mask That Fails To Touch The Face, Project Room ZUID, Rijksakademie, Amsterdam
- 2008: Calligraphs & Body Traps, Art Statements Gallery, Hong Kong
- 2009: The Quota Copies, Bourouina Gallery, Berlin[2]

## Gruppenausstellungen (Auswahl)
- 2002: A Ticket To The Big Toe, Fifty One Fine Art Photography, Antwerpen
- 2003: 932m³, Gun Shooting Gallery, Antwerpen
- 2004: Free Space NICC, Hessenhuis Museum, Antwerpen
- 2005: CHAT & CHAT 2005, Dialoog I, Xiamen, Südchina
- 2006: Shibboleth, Café Gallery Projects, South Park, London
- 2007: Black, White, Gold, Yellow and Blue, Gallery Klerkx, Mailand
- 2008: Update, Deweer Gallery, Otegem, Belgien
- 2009: Shoes or no Shoes, SONS Museum, Kruishoutem, Belgien[3]